# Yelena Yelésina
Yelena Borísovna Yelésina (en ruso: Еле́на Бори́совна Еле́сина; n. en 4 de abril de 1970 en Cheliábinsk, Rusia) es una atleta rusa retirada  especialista en salto de altura. Ganó la medalla de oro en los Juegos Olímpicos de Sídney 2000.

## Inicios
Con 18 años, Yelésina fue segunda en los mundiales junior de Sudbury en 1988, por detrás de la rumana Alina Astafei. Pero su gran eclosión como saltadora llegó en 1990, cuando con 20 años logró saltar 2,02 m en los Goodwill Games de Seattle, la mejor marca mundial de ese año.
En los mundiales al aire libre de Tokio 1991, finalizó 2ª tras la alemana Heike Henkel. Yelésina estaba en condiciones de luchar por la medalla de oro en los Juegos Olímpicos de Barcelona 1992, pero una plaga de lesiones hicieron que pasara los siguientes años casi en blanco, perdiéndose tanto los Juegos de Barcelona como los de Atlanta. 
Solo en 1999 pudo ver la luz al final del túnel y volver a estar al nivel de principios de los noventa. Ese año logró saltar en París 2,01, su mejor marca desde 1990. Además, en los mundiales al aire libre de Sevilla '99 estuvo cerca de ganar la medalla de oro. Al final el oro fue para la ucraniana Inga Babakova, mientras Yelésina se llevó la plata, y la también rusa Svetlana Lápina el bronce. Las tres saltaron la misma altura de 1,99, pero Babakova lo hizo en su primer intento y por eso ganó el oro. Ocho años después de ser subcampeona mundial en Tokio, Yelésina repetía esta posición.

## Juegos de Sídney
Pero la competición más importante de su carrera deportiva iban a ser los Juegos Olímpicos de Sídney 2000. La final de salto de altura disputada el 30 de septiembre estaba muy igualada, y no había ninguna favorita clara. Yelésina era la saltadora más experimentada y acabó llevándose la medalla de oro tras saltar de 2,01 m en su segundo intento, la segunda mejor marca de su vida tras los 2,02 m conseguidos diez años antes en Seattle. 
La sudafricana Hestrie Cloete también había saltado 2,01 m en su segundo intento, pero al haber realizado más intentos en alturas inferiores acabó quedándose con la plata, mientras que el bronce lo compartieron la sueca Kajsa Bergqvist y la rumana Oana Pantelimon, ambas con 1,99 m. La campeona del mundo en Sevilla 1999 Inga Babakova solo pudo ser quinta. 
Para Yelésina el oro olímpico supuso la culminación de su carrera, tras varios años quedándose a las puertas. Además era la primera mujer rusa que ganaba el oro olímpico en salto de altura.

## Después de los Juegos
Tras los Juegos de Sídney su mejor resultado fue la medalla de plata (tras Kajsa Bergqvist) en los mundiales indoor de Birmingham 2003. Además ese mismo año logró saltar en Moscú 2,02 m en indoor, igualando la mejor marca de su vida al aire libre.
Intentó competir en los Juegos Olímpicos de Atenas 2004, pero no consiguió la marca mínima necesaria y no pudo acudir. De esta forma puso punto final a su carrera deportiva, con 34 años.
Es una de las mejores saltadoras de altura de los últimos años, pero su carrera deportiva estuvo marcada por las lesiones. Tras un comienzo espectacular a principios de los noventa, permaneció varios años alejada de la élite mundial, para regresar a finales de la década y conquistar su triunfo más importante, el oro olímpico de Sídney 2000. En este sentido su trayectoria recuerda un poco a la de la mítica saltadora alemana Ulrike Meyfarth, que también tuvo una carrera con grandes altibajos.

## Palmarés
- Mundiales junior de Sudbury 1988 - 2.ª (1.96)
- Goodwill Games de Seattle 1990 - 1.ª (2.02)
- Europeos de Split 1990 - 3.ª (1,96)
- Mundiales de Tokio 1991 - 2.ª (1,98)
- Europeos indoor de Génova 1992 - 3.ª (1,94)
- Europeos indoor de Atenas 1998 - 3.ª (1,94)
- Mundiales de Sevilla 1999 - 2.ª (1,99)
- Juegos Olímpicos de Sídney 2000 - 1.ª (2,01)
- Mundiales de Edmonton 2001 - Elim. (1.88)
- Europeos indoor de 2002 - 5.ª (1,90)
- Mundiales indoor de Birmingham 2003 - 2.ª (1,99)

## Mejores marcas
- Salto de altura (outdoor) - 2,02 (Seattle, 1990)
- Salto de altura (indoor) - 2,02 (Moscú, 2003)